# Кућа народног хероја Петра Лековића
Кућа народног хероја Петра Лековића се налази у Сврачкову, општина Пожега, подигнута је у 19. веку. Представља непокретно културно добро као споменик културе од великог значаја.
Петар Лековић рођен је 1893. године у Сврачкову, био је каменорезац по занимању, члан КПЈ био је од пре Другог светског рата, а затим и члан Среског комитета Партије у Ужичкој Пожеги. У НОБ је, заједно са своја три сина, ступио 1941. године. Када је формирана Друга пролетерска бригада, постао је заменик команданта Првог батаљона. Назив Првог народног хероја Југославије Петар Лековић је добио још за живота, по одлуци Централног комитета Југославије 1942. године, а на предлог Врховног штаба НОП одреда и Добровољачке војске Југославије за велику храброст, пожртвованост и оданост Народноослободилачкој борби. Погинуо је 1942. године на Живњу код Гацког.
Родна кућа Петра Лековића, полубрвнара, аутентични је пример народне архитектуре.